# Dedovičskij rajon
Il Dedovičskij rajon (in russo Дедовичский район?) è un rajon dell'Oblast' di Pskov, nella Russia europea. Istituito nel 1927, il cui capoluogo è Dedoviči.